# Näsby landskommun, Västmanland
Näsby landskommun var en tidigare kommun i Örebro län i Västmanland. 

## Administrativ historik
Kommunen inrättades i Näsby socken i Fellingsbro härad när 1862 års kommunalförordningar trädde i kraft den 1 januari 1863. 
Frövi municipalsamhälle inrättades 19 november 1914 i landskommunen.
Vid kommunreformen 1952 lämnades landskommunen oförändrad. 
Landskommunen ombildades 1955 till Frövi köping varvid municipalsamhället upphörde. Området är sedan 1971 en del i Lindesbergs kommun.
Kommunkoden 1952-1955 var 1819.

### Kyrklig tillhörighet
I kyrkligt hänseende tillhörde kommunen Näsby församling.

## Geografi
Näsby landskommun omfattade den 1 januari 1952 en areal av 68,15 km², varav 57,08 km² land.

## Politik

### Mandatfördelning i valen 1938-1954
| 15 | 7 |

| 19 | 3 |

| 15 | 7 |

| 19 | 3 |

| 14 | 3 | 3 | 2 |

| 19 | 3 |

| 14 | 3 | 3 | 2 |

| 19 | 3 |

| 13 | 3 | 3 | 3 |

| 20 |